# Yumi Yoshimura
Yumi Yoshimura (吉村 由美?, Yoshimura Yumi; Neyagawa, 30 gennaio 1975) è una cantante e attrice giapponese, membro del duo J-pop Puffy AmiYumi, insieme a Ami Ōnuki.

## Biografia
Nel 1995 la Yoshimura realizzò un demo per una compagnia di Tokyo che cercava cantanti e attori. Contemporaneamente, l'amica Ami Onuki fece un'audizione per la Sony Music, che decise di unire le ragazze in un duo, chiamato Puffy AmiYumi. Il gruppo debuttò nel 1996 e ottenne subito un ottimo successo di pubblico.
Alla carriera di musicista, la Yoshimura affiancò una carriera di attrice, interpretando quattro film, tra i quali LoveDeath, diretto da Ryūhei Kitamura nel 2006. Con Ami Onuki ha condotto il programma televisivo Pa-Pa-Pa-Pa-Puffy e il reality show Hi Hi PUFFY Bu, mentre dal 2004 al 2006 il duo è stato protagonista della serie animata Hi Hi Puffy AmiYumi.
Dal 1999 al 2002 Yumi Yoshimura è stata sposata con il cantante Takanori Nishikawa.

## Discografia parziale

### Discografia solista

#### Album
- 1997 - SoloSolo

## Filmografia

### Cinema
- Copycat Killer (Mohou-han), regia di Yoshimitsu Morita (2002)
- Walking with the Dog (Inu to arukeba: Chirori to Tamura), regia di Makoto Shinozaki (2004)
- Neighbour No. 13 (Rinjin 13-gô), regia di Yasuo Inoue (2005)
- LoveDeath, regia di Ryūhei Kitamura (2006)

### Televisione
- Pa-Pa-Pa-Pa-Puffy (show televisivo) (1997-2002)
- Jimmy Kimmel Live! (serie TV, 1 episodio) (2005)
- Hi Hi PUFFY Bu (reality show) (2006)